# Pithecellobium alexandri
Pithecellobium alexandri är en ärtväxtart. Pithecellobium alexandri ingår i släktet Pithecellobium och familjen ärtväxter.

## Underarter
Arten delas in i följande underarter:
- P. a. alexandri
- P. a. intermedium